# واشنطن أغويري
واشنطن أغويري (بالإسبانية: Washington Aguerre)‏ هو لاعب كرة قدم أوروغواياني في مركز حراسة المرمى، ولد في 23 أبريل 1993 في أرتيغاس في الأوروغواي. لعب مع بنيارول وميرامار ميشنس.

## وصلات خارجية
- واشنطن أغويري على موقع قاعدة بيانات كرة القدم.إي يو (الإنجليزية)
- واشنطن أغويري على موقع Soccerway.com (الإنجليزية)